# Podróżnik WC
Podróżnik WC – książka przygodowa i podróżnicza Wojciecha Cejrowskiego, wydana w 1997 przez wydawnictwo W.Cejrowski Ltd. Jest to pierwsza książka autora, opisująca historie z wypraw do krajów tropikalnych. Poprawiona i wznowiona w 2010. W założeniu autora książka miała być początkiem serii, stąd podtytuł TOM 1. W 2010 roku powstała książka "Podróżnik WC Wydanie II Poprawione".